# Göritz (Gemeinde Kapfenberg)
Göritz ist eine Ortschaft und eine Katastralgemeinde der Stadtgemeinde Kapfenberg im Bezirk Bruck-Mürzzuschlag in Steiermark.
Die Ortschaft besteht weiters aus dem Dorf Pogier (670 m ü. A.), der Siedlung Sonnleiten (580 m ü. A.) und einigen Einzellagen.

## Geschichte
Das früheste Schriftzeugnis ist von 1302 und lautet „Goeritz“. Der Name geht auf slawisch gorica (kleiner Berg, Hügel) zurück.

## Siedlungsentwicklung
Zum Jahreswechsel 1979/1980 befanden sich in der Katastralgemeinde Göritz insgesamt 152 Bauflächen mit 44.815 m² und 122 Gärten auf 118.077 m², 1989/1990 gab es 194 Bauflächen. 1999/2000 war die Zahl der Bauflächen auf 548 angewachsen und 2009/2010 bestanden 268 Gebäude auf 615 Bauflächen.

## Bodennutzung
Die Katastralgemeinde ist land- und forstwirtschaftlich geprägt. 281 Hektar wurden zum Jahreswechsel 1979/1980 landwirtschaftlich genutzt und 540 Hektar waren forstwirtschaftlich geführte Waldflächen. 1999/2000 wurde auf 223 Hektar Landwirtschaft betrieben und 582 Hektar waren als forstwirtschaftlich genutzte Flächen ausgewiesen. Ende 2018 waren 186 Hektar als landwirtschaftliche Flächen genutzt und Forstwirtschaft wurde auf 563 Hektar betrieben. Die durchschnittliche Bodenklimazahl von Göritz beträgt 26,2 (Stand 2010).